# Gods
A Gods egy akció-kaland elemekkel tűzdelt platformjáték, melyet a The Bitmap Brothers fejlesztett eredetileg Amiga és Atari ST számítógépekre 1991-ben. A játékos Héraklész szerepében a halhatatlanságot keresi. Számos átirata készült, többek között Mega Drive-ra, Super Nintendora és Atari Jaguarra.

## Alaptörténet
Réges rég az olümposzi istenek palotáját gonosz erők kerítették hatalmukba. Az istenek haragjukban kihirdették, hogy az a hős, aki megtisztítja a lakhelyüket, bármit kérhet, amit csak akar. Hősünk egyből jelentkezik is és az istenekhez hasonló halhatatlanságot kér cserébe. Az istenek nem repesnek az ötletért, mert már így is épp elegen vannak, de belemennek, gondolván, úgyis elbukik. Aki végigküzdi a palota négy szintjét és a szintenként három világot, kiűzi a négy gonosz őrzőt ("főszörny" a pályák végén) és a temérdek szörnyet, az bebocsátást nyer az Olümposzra, az istenek közé.

## Játékmenet
Részletgazdagon megrajzolt képernyőkön, létrák, kapcsolókarok, csapóajtók, titkos szobák sűrűjében kell kincseket (gyémántok, pénzes erszények) gyűjteni, kulcsokat megtalálni, majd a megfelelő helyen használni a továbbjutáshoz, valamint különféle fegyvereket lelve, illetve vásárolva felvenni a harcot az egyre csak sokasodó szörnyekkel.
A pályákon fellelhető harminc különféle varázstárgyba beletartozik hatféle különböző kulcs, számos fegyver, védőeszköz, varázsital, lövedék röppálya módosító. A hősnél összesen három darab lehet ezek legtöbbjéből. Varázsital, étel felhasználás után eltűnik, tehát nem foglal helyet. Az aranyerszények tartalma és a drágakövek értékként számolódnak fel, tehát szintén nem foglalnak helyet a felszerelésben (Inventory).
A játék számos fejtörőt tartogat, melyek eleinte könnyűek, de egyre nehezebbé válnak. A játékos joystickkal irányítása sem mindig egyszerű, különösen amikor egyfolytában a játékosra rontanak alulról, felülről a szörnyek. Nehézkes a létrákra le- és felugrás, ugyanakkor nagyot esni sem célszerű, mert sérülést, vagy halált okoz.
A játékot a kiadás előtt a kiemelkedő grafika mellett az ellenfelek "intelligenciájával" hirdették, mely megkülönbözteti a Gods-ot más játékoktól. Ez részben meg is valósult, mert számos esetben csak bizonyos esemény (pl. kar meghúzása) bekövetkezte után jelennek meg a szörnyek és nem csak fix helyen és időben megjelenve a játékosra lőve és várva, hogy eltalálják, mint valami ágyútölteléket. Magasabb szinteken, egyes szörnyek megpróbálnak elcsenni a hőstől valamit, de minimum igyekeznek kikerülni a játékos lövedékeit.
Minden pálya végén a játékos betér a kereskedőhöz (Trader), ahol a játékben összegyűjtött aranyerszények és gyémántok fejében újabb és erősebb fegyvereket lehet vásárolni. Három használható ezekből egyszerre, mivel ekkora a hős felszerelésének (Inventory) kapacitása. Bizonyos fegyvereknél változtatható a lövedék röppályájának szórása, fókuszáltsága, nagyobb terekben a nagyobb szórás előnyös, szűkebb folyosókon a koncentráltabb. A pattogó fejszékkel a játékostól alacsonyabb szinten lévő ellenfeleket is támadni tudja.

## Fejlesztés
A Bitmap Brothers fejlesztőcsapat itt is és más játékainál is külsős zeneszerzőt alkalmazott, aki a Gods esetén John Foxx, művészi álnevén "Nation 12". A díszdoboz illusztrációját a brit képregényrajzoló, Simon Bisley készítette. A grafikák Atari ST-n, a SpriteFX alkalmazással készültek.
A videójátékból terveztek változatokat Nintendo DS-re és PC Engine Super CD-ROM²-ra is, de ezek sohasem jelentek meg. Egy Game Boy Advance verzió is fejlesztés alatt állt, de a 60%-os készültségi fokon álló projektet végül törölték, mivel nem találtak hozzá kiadót.

## Fogadtatás
| Összegzőoldal | Értékelés |
| ------------- | --------- |
| Moby Score    | 7.7       |

| Szerző                   | Értékelés       |
| ------------------------ | --------------- |
| Aktueller Software Markt | 92% (MegaDrive) |
| CVG                      | 93% (ST)        |
| Jeuxvideo.com            | 85% (PC)        |
| CU Amiga                 | 93% (Amiga)     |
| Zero                     | 90% (ST)        |
| Amiga Computing          | 90% (Amiga)     |
| Amiga Format             | 90% (Amiga)     |

1992-ben a Computer Gaming World a Gods videójátékot is nevezte az Év Játéka Díjra, melyet ugyan nem nyert meg, de szerintük az adott év négy legjobb játéka közé tartozott és a következő szavakkal méltatták: "halálos iramot diktáló, "főszörnyekben" bővelkedő játéktermi stílusú akciójáték, mely ugyanakkor elegendő felfedeznivalót és rejtvényeket is nyújt, kiemelkedve a tipikus akciójátékok tömegéből."
A Zero magazin csak a pozitív jelzőket volt képes halmozni az Atari ST változatról szóló ismertetője végén: "A Gods jó, nagyon jó. Gyors, akciódús, szépen megrajzolt, okosan megtervezett, rejtvény-központú,  elegánsan leprogramozott, brilliánsan megzenésített, addiktív, heves, mulatságos, ennivaló, nagyszerű - ó, Istenem!"
A CU Amiga szerint a Gods "nem egy eredeti játék, de minden bizonnyal a fajtája legjobbja. Kiérdemelte a mindenkori bombasiker jelzőt."
A jeuxvideo.com francia oldal a PC változatot vette górcső alá és a következőkre jutott: "A színgazdag grafikával és a kifogástalan animációval a Gods kétségkívül a szoftverstudió nagyszerű sikere."

## Utóélet
Gods Remastered néven, újraszerkesztett változat jelent meg 2018. december 4-én Windowsra, melyet a Robot Riot Games készített. Ezután Xboxra és Steamre is kiadták 2019 decemberében, majd Nintendo Switch és PlayStation 4 konzolokra 2020 március 29-én. A Steam forgalmazás aztán licenc-korlátozások miatt 2022. március 27-től megszűnt.